# Ри, Крис
Кристофер «Крис» Энтон Ри (по-англ. фамилия произносится «Ри́а»; англ. Christopher Anton Rea; МФА: /'ri:ə/, род. 4 марта 1951, Мидлсбро, Северный Йоркшир, Англия) — британский певец (бас-баритон) и автор песен, известный своим характерным хриплым голосом и игрой на слайд-гитаре.
Вершины своего успеха певец добился в конце 1980-х — начале 1990-х годов, с выпуском своего десятого студийного альбома «The Road to Hell» (1989), который многие считают одним из его лучших, а также с последующим альбомом «Auberge» (1991).
После тяжёлой болезни (повторный рак с удалением поджелудочной железы) прекращает сотрудничество с крупными рекорд-компаниями и начинает записывать исключительно блюзовую музыку. Результатом стали несколько альбомов, и по крайней мере два из них неожиданно оказались достаточно коммерчески успешными: это прежде всего «Dancing Down the Stony Road» (2002), получивший статус золотого, и «Santo Spirito Blues» (2011).

## Биография
Крис Ри родился в Мидлсбро (Йоркшир), в семье Камилло Ри (в итальянском произношении Ре́а; умер в декабре 2010), эмигранта из Италии, и Уинифред Сли, уроженки Ирландии (умерла в сентябре 1983). Отец родом из деревушки рядом с горой Фальконе в Италии. Имя Ри было широко известно в городе благодаря отцовской фабрике мороженого и сети кафе. Позже сеть распалась, за исключением магазина, где работал сам Камилло Ри.

### Начало карьеры
В 1978 году Крис Ри выпустил свой дебютный альбом, «Whatever Happened to Benny Santini?», и первый же сингл «Fool (If You Think It's Over)» становится чрезвычайно популярным в США, заняв 12 место в Billboard Hot 100 и достигнув высшей строчки в чарте Adult Contemporary Singles. Сингл номинировался как «Песня года» на Грэмми, но уступил Билли Джоэлу и его «Just the Way You Are». Однако на родине Криса сингл не пользуется большим успехом. Лишь после переиздания для закрепления успеха в США, «Fool…» занимает 30 место в «UK Singles Chart». Кавер-версия «Fool (if You Think It’s Over)» использовалась в качестве заглавной темы ситкома «Joking Apart».
В 1979 году вышел альбом «Deltics», который попал в британский хит-парад, но в США остался практически незамеченным.

### Восьмидесятые
Последующие два альбома, «Tennis» и «Chris Rea», также повторили судьбу альбома «Deltics», однако песня «Loving You» попала в «Billboard Hot 100, а клип на неё снял известный клипмейкер Дэвид Маллет. Отношения с лейблом у Криса Ри испортились настолько, что музыканту было отказано в финансировании записи следующего альбома. Поэтому следующий альбом Water Sigh», выпущенный в 1983 году, состоял сплошь из демозаписей. Неожиданно для многих, альбом попадает в чарты ряда стран Европы, а Крису Ри предлагают сделать небольшой тур по Великобритании и Ирландии. Позднее музыкант признавался, что в случае провала альбома он хотел покончить с музыкой и открыть итальянский ресторан.
Крис Ри продолжил записываться, а география его концертов расширялась. Следующие два альбома, «Wired to the Moon» и «Shamrock Diaries», оказались не менее востребованы. В последнем альбоме содержится хит «Josephine», посвящённый рождению первой дочери певца.
В 1986 году состоялось два примечательных события в биографии Криса Ри: выступление на разогреве у группы «Queen» в Ирландии и выпуск альбома «On The Beach». Спустя год альбом будет перевыпущен в СССР фирмой «Мелодия».
В 1987 году выходит альбом «Dancing with Strangers», а через год — сборник перезаписанных хитов «New Light Through Old Windows», который позволил Крису Ри вернуться в американские хит-парады. Релиз содержал одну новую композицию — «Driving Home For Christmas», которая изначально была создана в качестве эксперимента, а со временем приобрела статус культовой и каждое Рождество возвращается в чарты.
В 1989 году музыкант принял участие в двух благотворительных акциях: запись сингла в защиту тропических лесов «Spirit of the Forest» (вместе с Ринго Старром, Дэвидом Гилмором, Кейт Буш, Игги Попом и другими) и перезапись сингла «Do They Know It’s Christmas?» в рамках «Band Aid II» (куда также вошли Кайли Миноуг, Клифф Ричардс, Лиза Стенсфилд и другие).
Вершиной творчества Криса Ри, конечно же, считается альбом «The Road To Hell» и одноимённая композиция, выпущенные в 1989 году. Альбом впервые позволил музыканту взобраться на вершину британского хит-парада альбомов (но в США оказался чуть ниже первой сотни).

### Семейная жизнь
Женат на Джоан Лесли, в браке с которой у него родились две дочери: Джозефина (род. 16 сентября 1983) и Джулия Кристина (род. 18 марта 1989). У Криса есть два брата, Ник и Майк, а также четыре сестры: Катрин, Джеральдина, Паула и Камилла. Семья ранее проживала в Сол Мил, в Кукхэме, Беркшир. Там же находится звукозаписывающая студия Sol Studios, купленная Крисом Ри в конце 1980-х, где он записал свои поздние альбомы. Здесь он записывал альбомы другим исполнителям: Марку Сильвину и Роберту Аваю под лейблом «Jazeeblue». В 2006 студия была продана.

## Дискография
- 1978 — Whatever Happened to Benny Santini?
- 1979 — Deltics
- 1980 — Tennis
- 1982 — Chris Rea
- 1983 — Water Sign
- 1984 — Wired to the Moon
- 1985 — Shamrock Diaries
- 1986 — On the Beach
- 1987 — Dancing with Strangers
- 1989 — The Road to Hell
- 1991 — Auberge
- 1992 — God’s Great Banana Skin
- 1994 — Espresso Logic
- 1996 — La Passione
- 1998 — The Blue Cafe
- 1999 — The Road to Hell: Part 2
- 2000 — King of the Beach
- 2002 — Dancing Down the Stony Road
- 2003 — Blue Street (Five Guitars)
- 2003 — Hofner Blue Notes
- 2004 — The Blue Jukebox
- 2005 — Blue Guitars (мега-альбом из 11-ти дисков)
- 2008 — The Return of the Fabulous Hofner Blue Notes
- 2011 — Santo Spirito Blues
- 2017 — Road Songs for Lovers
- 2019 — One Fine Day (записан в 1980)